# Schiltron
Un schiltron, sheltron, sceld-trome, schiltrom o shiltron es una formación de tropas cerrada similar a un muro de escudos o una falange. El término se asocia con las formaciones de piqueros escoceses durante las guerras de independencia de Escocia a finales del siglo XIII y principios del siglo XIV.

## Etimología
El término data de al menos el año 1000 y deriva de palabras anglosajonas que expresan la idea de una "tropa de escudos". Algunos investigadores han postulado que esta relación etimológica puede mostrar que el schiltron es desciende directamente de la tradición de muros de escudos anglosajona. Otros sostienen que "schiltron" es un nombre derivado de una formación circular vikinga (generalmente de mil combatientes) en formación cercana, usada para resistir cargas de caballería de un enemigo como un "obstáculo" infinito (es decir, que los caballos en el perímetro no intenten romper el obstáculo). Para mayor confusión, el uso de este término en inglés medio claramente se refiere a un cuerpo de soldados específico incluyendo caballería y arqueros.
La primera mención del schiltron como formación concreta aparece para en la batalla de Falkirk en 1297. Aun así, no hay razones para creer que fuera la primera vez que se empleaba y Escocia tiene una larga historia de empleo de piqueros que se remonta a los pictos.

## Ejemplos de la formación

### Schiltrons circulares
Se conocen dos casos de schiltrons circulares: el ejército de William Wallace en la batalla de Falkirk (1298) y parte de las fuerzas de Thomas Randolph  en el primer día de la batalla de Bannockburn (1314).
La formación circular era esencialmente estática. En Falkirk, la posición fue fortificada con estacas clavadas en el suelo antes de las líneas defensivas, con cuerdas entre ellas. Charles Oman describe la formación así: "Las líneas del frente se arrodillaron con las culatas de las lanzas fijadas en la tierra; las líneas traseras nivelaban su lanzas sobre las cabezas de sus camaradas; el bosque de lanzas de doce pies era demasiado denso para que penetrara la caballería."

### Schiltrons rectilíneos
Hay múltiples menciones de schiltrons rectilíneos y fueron empleados en las batallas de Glen Trool (1307), Bannockburn (1314), Myton (1319), Dupplin Muir (1332), Culblean (1335), Halidon Cerro (1333), Neville Cross (1346) y Otterburn (1388). 
A diferencia del schiltron circular, la formación rectilínea era capaz de realizar acciones defensivas y ofensivas. El uso ofensivo del schiltron es un desarrollo táctico atribuido a a Roberto Bruce en Bannockburn. Había entrenado a sus tropas en el uso ofensivo de la pica (requiriendo gran disciplina) y  hasta ser capaz de enfrentar a las fuerzas inglesas en llano, un terreno que en principio favorecía a una fuerza de caballería. La táctica de Bruce respondía a la aplastante derrota escocesa en Falkirk cuándo el primer uso del schiltron por un ejército escocés fracasó frente a la arqueros conscriptos galeses con arcos largos, arqueros ingleses y caballería inglesa.
Las descripciones detalladas de la formación son escasas pero los cronistas ingleses narran las características esenciales en Bannockburn:
- " Tenían hachas en sus costados y lanzas en sus manos. Avanzaron como un denso bloque y tal falange no podría haber sido rota fácilmente."[9]
- " Iban todos a pie; eran hombres escogidos , entusiastas, armados con hachas y otras armas, y con sus escudos estrechamente cerrados delante de ellos, formaron una falange impenetrable ..."[10]

### Ejemplos en Gran Bretaña
El término schiltron es también utilizado por Barbour para describir a la infantería inglesa en Bannockburn.  Es también utilizado por el autor de la Crónica Lanercost para describir a lanceros ingleses en la batalla de Boroughbridge (1322).  En ambos casos, se describen formaciones rectilíneas, aunque en Boroughbridge era curva con flancos rezagados.
Formaciones Schilttron fueron también usadas por las tropas galesas en las batallas del puente de Orewin  (1282) y Maes Moydog (1295), a pesar de que esta táctica fue generalmente falladia para los galeses.

### Fuera de Gran Bretaña
Aunque indudablemente fue un desarrollo escocés, el schiltron encaja dentro de las tácticas habituales en el norte de Europa.Se suele mencionar su similitud con la práctica escandinava (véase Etimología) y el otras formaciones densas de infantería usadas a lo largo de la Edad Media en Europa.
Quizás el paralelo más próximo sean los ejércitos medievales flamencos. Estos usaron también bloques profundos de infantería con filas de lanzas apoyados en el suelo para resistir caballería. Su mayor batalla fuera posiblemente Courtrai en 1302, donde los flamencos destruyeron un ejército francés de caballeros e infantería. Los flamencos también usaban una formación circular , similar a lo que las usadas por los escoceses en Falkirk y Bannockburn.
Una formación cuadrada similar ("formação em quadrado") de piqueros fue usado por las tropas portuguesas - con apoyo inglés - contra Castilla a finales del siglo XIV en Aljubarrota (1385).
Otro ejemplo fue la batalla de Legnano (1176) entre milaneses y otros lombardos contra Federico Barbarroja, en la defensa del Carroccio por el los ejércitos milaneses mandados por Alberto da Giussano.